# Ламбаль-Армор
Ламбаль-Армор (фр. Lamballe-Armor) — муніципалітет у Франції, у регіоні Бретань, департамент Кот-д'Армор. Ламбаль-Армор утворено 1 січня 2019 року шляхом злиття муніципалітетів Ламбаль, Мор'є i Плангенуаль. Адміністративним центром муніципалітету є Ламбаль. Населення — 16 845 осіб (01.01.2021).